# Park Zamkowy w Wodzisławiu Śląskim
Park Zamkowy – park  w Wodzisławiu Śląskim w dzielnicy Stare Miasto. Park położony jest w pobliżu Rynku oraz Pałacu Dietrichsteinów. Jest on częścią założenia pałacowo-parkowego wzniesionego na miejscu dawnego zamku wodzisławskiego w XVIII w.

## Położenie
W bezpośrednim sąsiedztwie parku znajduje się Muzeum w Wodzisławiu Śląskim, Poczta Polska, Mały Rynek, dworzec autobusowy oraz centrum handlowe. Park Zamkowy położony jest nieopodal wodzisławskiego Rynku i liczy około 2,5 ha. Stanowi on bezpośrednie otoczenie zabytkowego pałacu. Teren parku wpisany jest do rejestru zabytków zgodnie z decyzją Wojewódzkiego Konserwatora Zabytków w Katowicach z 14 marca 1953 roku (numer rejestru 380/53).

## Historia
Park powstał w XVIII w. na miejscu dawnego założenia zamkowego, wielkiego stawu oraz miejskich fortyfikacji. W początkach XX w. stał się ogólnodostępnym parkiem miejskim. Najstarszą jego częścią pochodzącą z XIII lub XIV w. jest średniowieczny kopiec-wzgórze. Dawniej organizowano tutaj liczne koncerty. W Parku często odbywają się różnego rodzaju imprezy kulturalne np. w ramach Dni Wodzisławia Śląskiego. W latach 2007–2015 w parku organizowano festiwal reggae "Najcieplejsze Miejsce Na Ziemi".

## Atrakcje
W parku oprócz alejek spacerowych znajduje się również staw parkowy z wyspą, plac zabaw dla dzieci oraz wzgórze obserwacyjne (kopiec), które jest pozostałością po dawnym założeniu zamkowym. Na terenie parku znajduje się również dawna fontanna będąca obecnie figurą (pt. "Rodzina"), przedstawiającą rodzinę oraz rzeźba w kształcie ogromnego grzyba z ławką (obie wzniesione z inicjatywy Towarzystwa Miłośników Ziemi Wodzisławskiej), a także ustawiona w 2010 r. tzw. kapsuła czasu.
Park Zamkowy często nazywany jest również parkiem miejskim oraz parkiem na Starym Mieście. Wraz z pobliskim Pałacem Dietrichsteinów stanowi barokowo-klasycystyczne założenie pałacowo-parkowe. Można znaleźć tu zachowany zabytkowy drzewostan.
Park Zamkowy odgrywa ważną rolę w codziennym życiu mieszkańców. Spełnia on rolę ogólnodostępnej przestrzeni rekreacyjnej znajdującej się w centralnej części miasta.